# 3-й Автозаводский проезд
3-й А̀втозаво́дский прое́зд (название с 15 марта 1954 года, прежние названия Бариевская улица, позднее Боревский проезд, Борьевский проезд) — проезд в Южном административном округе города Москвы на территории Даниловского района. Находится между улицей Ленинская Слобода и Автозаводской площадью.
Назван в 1950 году по Автозаводской улице. Первоначальное название — Бариевская улица, по фамилии владельцев котельного завода Бари, находившегося здесь. Впоследствии улица стала проездом, который назывался Боревским и Борьевским.

## Транспорт
- Станции «Автозаводская» московского метрополитена и московского центрального кольца.
- Автобусы 766, 944, с799.